# 諾亞·魯賓
諾亞·魯賓（英語：Noah Rubin，1996年2月21日—），美國青少年網球運動員，2014年轉為職業球員，於2014年溫布頓網球錦標賽少年組比賽中獲得冠軍，在此之前他也參加法國網球公開賽少年組比賽，但止步第二輪。贏得溫網少年組冠軍之後，魯賓獲得了2014年美國網球公開賽委員會頒發的外卡，第一次參加大滿貫正賽。目前，魯賓的訓練基地為約翰·麥肯羅網球中心。

## 資料來源
1. ↑  .   [2014-08-22]. （原始内容存档于2014-07-28）.
2. ↑  .   [2014-08-22]. （原始内容存档于2014-07-28）.

## 外部連結
- 諾亞·魯賓（英文/西班牙文）的官方資料
- 諾亞·魯賓的國際網球總會 職業／青少年 官方資料（英文）
- 諾亞·魯賓的官方資料（英文）